# Episodi di American Dad! (sesta stagione)
La sesta stagione di American Dad! è stata originariamente trasmessa negli Stati Uniti d'America dal 27 settembre 2009 al 16 maggio 2010 su Fox.
In Italia, i primi sedici episodi della sesta stagione sono stati trasmessi in prima visione assoluta dal 21 luglio all'8 settembre 2011 su Fox, mentre gli ultimi due episodi, Incidente in piscina e La grande burla spaziale sono stati trasmessi in Prima TV assoluta il 14 e il 15 settembre dello stesso anno su Italia 2. A partire dall'episodio Con l'aiuto di nessuno, la serie va in onda in formato 16:9.
| N° | Codice di produzione | Titolo italiano                        | Titolo originale                      | Prima TV USA      | Prima TV Italia   |
| -- | -------------------- | -------------------------------------- | ------------------------------------- | ----------------- | ----------------- |
| 1  | 4AJN20               | Sul campo... da golf                   | In Country... Club                    | 27 settembre 2009 | 21 luglio 2011    |
| 2  | 4AJN15               | La luna sull'isola di Isla             | Moon Over Isla Island                 | 4 ottobre 2009    | 21 luglio 2011    |
| 3  | 4AJN14               | A casa col drone                       | Home Adrone                           | 11 ottobre 2009   | 28 luglio 2011    |
| 4  | 4AJN18               | Cervelli, cervelli e automobili        | Brains, Brains and Automobiles        | 18 ottobre 2009   | 28 luglio 2011    |
| 5  | 4AJN19               | L'uomo sul tappeto elastico            | Man In The Moonbounce                 | 8 novembre 2009   | 4 agosto 2011     |
| 6  | 4AJN16               | Bella dentro                           | Shallow Vows                          | 15 novembre 2009  | 4 agosto 2011     |
| 7  | 4AJN22               | La seduzione del rock                  | My Morning Straitjacket               | 22 novembre 2009  | 11 agosto 2011    |
| 8  | 4AJN21               | Consigli paterni                       | G-String Circus                       | 29 novembre 2009  | 11 agosto 2011    |
| 9  | 4AJN17               | L'apocalisse di Stan                   | Rapture's Delight                     | 13 dicembre 2009  | 18 agosto 2011    |
| 10 | 5AJN01               | A cavallo Smith non si guarda in bocca | Don't Look A Smith Horse In The Mouth | 3 gennaio 2010    | 18 agosto 2011    |
| 11 | 5AJN02               | Con l'aiuto di nessuno                 | A Jones For A Smith                   | 31 gennaio 2010   | 25 agosto 2011    |
| 12 | 5AJN04               | Che vinca lo Stan migliore             | May The Best Stan Win                 | 14 febbraio 2010  | 25 agosto 2011    |
| 13 | 5AJN03               | Crollo di un mito                      | The Return OF The Bling               | 21 febbraio 2010  | 1º settembre 2011 |
| 14 | 5AJN06               | Guardie e Roger                        | Cops And Roger                        | 11 aprile 2010    | 1º settembre 2011 |
| 15 | 5AJN08               | Merlot ad alto rischio                 | Merlot Down Dirty Shame               | 18 aprile 2010    | 8 settembre 2011  |
| 16 | 5AJN11               | Un bullo per Steve                     | Bully For Steve                       | 25 aprile 2010    | 8 settembre 2011  |
| 17 | 5AJN10               | Incidente in piscina                   | An Incident At Owl Creek              | 9 maggio 2010     | 14 settembre 2011 |
| 18 | 5AJN12               | La grande burla spaziale               | Great Space Roaster                   | 16 maggio 2010    | 15 settembre 2011 |

## Sul campo... da golf
- Sceneggiatura: Judah Miller e Murray Miller
- Regia: Albert Calleros e Josue Cervantes
- Messa in onda originale: 27 settembre 2009
- Messa in onda italiana: 21 luglio 2011

Stan crede che l'unico modo per far cantare degnamente a Steve l'inno nazionale statunitense sia farlo partecipare ad una ricostruzione della guerra del Vietnam.

## La luna sull'isola di Isla
- Sceneggiatura: Jonathan Fener
- Regia: Rodney Clouden
- Messa in onda originale: 4 ottobre 2009
- Messa in onda italiana: 21 luglio 2011

Se vuole ottenere una promozione, Stan deve convincere il dittatore dell'isola di Isla, Brunetto "Il generalissimo" Pecenho a firmare un trattato. Riuscendo nell'intento Stan gli consiglia di mangiare il suo hot dog in un boccone ma il dittatore muore soffocato e Stan decide di sostituirlo con Roger facendogli credere di voler passare una vacanza. Quando Roger lo scopre decide di rimanere sull'Isola mentre Stan torna a casa venendo promosso alla squadra di agenti della CIA che possiedono un elicottero e Stan non pensa a Roger finché alla CIA viene informato che la popolazione ha intenzione di uccidere il generale (Roger, che nel frattempo ha fatto dipingere l'isola di giallo) e si dirige al Isla per avvertire Roger che però non gli crede. Mentre se ne va per evitare che Roger sia ucciso apre nell'elicottero il sacco mortuario con dentro il corpo del vero generale attirando i soldati facendogli credere che il generale stesse scappando e quando questi si avvicinano lui spara al velivolo facendolo esplodere e si riappacifica con Roger. Nel frattempo mentre Steve gioca in piscina con i suoi amici sott'acqua Francine credendo che Snot stesse affogando lo salva e la testa di Snot finisce tra i seni di Francine che poi racconterà la storia ai compagni scatenando la rabbia di Steve che decide di farsi "toccare" dalla madre di Snot riuscendoci ma quest'ultimo cerca di vendicarsi facendosi misurare il cavallo ma viene fermato da Steve. Qualche giorno dopo quando Francine riporta a casa Steve quest'ultimo scende chiedendo di non entrare e mentre controlla trova Snot dietro la porta nella stanza dei genitori e capendo che stavano esagerando fanno pace.

## A casa col drone
- Sceneggiatura: Erik Sommers
- Regia: Brent Woods
- Messa in onda originale: 11 ottobre 2009
- Messa in onda italiana: 28 luglio 2011

Steve rimane solo a casa e, scambiandolo per un gioco, con i suoi amici distrugge un drone di proprietà della CIA.

## Cervelli, cervelli e automobili
- Sceneggiatura: Keith Heisler
- Regia: Pam Cooke e Jansen Yee
- Messa in onda originale: 18 ottobre 2009
- Messa in onda italiana: 28 luglio 2011

Stan prova a sabotare il piano di Francine di rendere autonomo Roger per evitare che la donna si accorga di quanto sia noioso e lo lasci.

## L'uomo sul tappeto elastico
- Sceneggiatura: Brian Boyle
- Regia: Tim Parsons
- Messa in onda originale: 8 novembre 2009
- Messa in onda italiana: 4 agosto 2011

Stan scopre da adulto i piaceri di essere bambino.

## Bella dentro
- Sceneggiatura: Rick Wiener e Kenny Schwartz
- Regia: John Aoshima
- Messa in onda originale: 15 novembre 2009
- Messa in onda italiana: 4 agosto 2011

Francine si rende conto che Stan l'ha sposata solo per il suo aspetto fisico.

## La seduzione del rock
- Sceneggiatura: Mike Barker
- Regia: Chris Bennett
- Messa in onda originale: 22 novembre 2009
- Messa in onda italiana: 11 agosto 2011

Stan si scopre ossessionato dai My Morning Jacket.

## Consigli paterni
- Sceneggiatura: Erik Durbin
- Regia: Bob Bowen
- Messa in onda originale: 29 novembre 2009
- Messa in onda italiana: 11 agosto 2011

Stan apre una lavanderia, ma quando gli affari vanno male è costretto a fare lo spogliarellista.

## L'apocalisse di Stan
- Sceneggiatura: Chris McKenna e Matt McKenna
- Regia: Joe Daniello
- Messa in onda originale: 13 dicembre 2009
- Messa in onda italiana: 18 agosto 2011

Arrivano i biblici giorni dell'apocalisse, e Stan scopre tristemente di non ascendere al Paradiso.

## A cavallo Smith non si guarda in bocca
- Sceneggiatura: Matt Fusfeld e Alex Cuthbertson
- Regia: Rodney Clouden
- Messa in onda originale: 3 gennaio 2010
- Messa in onda italiana: 18 agosto 2011

Per non finire in bancarotta, Stan è costretto a scambiare il suo cervello con quello di un cavallo per vincere una corsa.

## Con l'aiuto di nessuno
- Sceneggiatura: Laura McCreary
- Regia: John Aoshima e Jansen Yee
- Messa in onda originale: 31 gennaio 2010
- Messa in onda italiana: 25 agosto 2011

Stan scopre la dipendenza da crack.

## Che vinca lo Stan migliore
- Sceneggiatura: Murray Miller e Judah Miller
- Regia: Pam Cooke
- Messa in onda originale: 14 febbraio 2010
- Messa in onda italiana: 25 agosto 2011

Stan rivela alla moglie che quando morirà verrà ibernato finché non sarà inventata la tecnologia dei Cyborg diventando uno di essi, e quindi non saranno sepolti insieme. Ma dal futuro arriva lo Stan-cyborg del futuro, che rivela che nel futuro Canada e Messico elimineranno gli USA (infatti il suo accento è un misto tra messicano e canadese) e che quindi dovrà addestrare Stan. In verità è tornato per prendersi Francine sentendosi solo, ma in uno scontro morirà nel cioccolato bollente (simile al finale di Terminator 2, solo che al posto del pollice in su mostra il dito medio). Nel finale si vede la lapide di Stan e Francine (le cui date di morte sono 1967-2067 per lui e 1971-2067 per lei).

## Crollo di un mito
- Sceneggiatura: Nahnatchka Khan
- Regia: Joe Daniello
- Messa in onda originale: 21 febbraio 2010
- Messa in onda italiana: 1º settembre 2011

Stan scopre che la Nazionale di hockey su ghiaccio che vinse la medaglia d'oro ai XIII Giochi olimpici invernali era dopata.

## Guardie e Roger
- Sceneggiatura: Erik Durbin
- Regia: Tim Parsons
- Messa in onda originale: 11 aprile 2010
- Messa in onda italiana: 1º settembre 2011

Dopo aver fatto la figura del debole, Roger decide di diventare poliziotto.

## Merlot ad alto rischio
- Sceneggiatura: Brian Boyle
- Regia: Josue Cervantes
- Messa in onda originale: 18 aprile 2010
- Messa in onda italiana: 8 settembre 2011

Roger bacia Francine mentre sono ubriachi. Nel frattempo, Klaus ed Hayley fanno credere a Steve di vivere un sogno lucido.

## Un bullo per Steve
- Sceneggiatura: Matt Fusfeld e Alex Cuthbertson
- Regia: Rodney Clouden
- Messa in onda originale: 25 aprile 2010
- Messa in onda italiana: 8 settembre 2011

Stan si comporta da bullo con Steve per cercare di farlo diventare più duro.

## Incidente in piscina
- Sceneggiatura: Alan R. Cohen e Alan Freedland
- Regia: John Aoshima e Jansen Yee
- Messa in onda originale: 9 maggio 2010
- Messa in onda italiana: 14 settembre 2011

Stan defeca accidentalmente in piscina ed escogita dei modi per sfuggire all'imbarazzo.

## La grande burla spaziale
- Sceneggiatura: Jonathan Fener
- Regia: Joe Daniello
- Messa in onda originale: 16 maggio 2010
- Messa in onda italiana: 15 settembre 2011

Dopo essere stato scherzosamente deriso, Roger vuole uccidere la famiglia, che prova a fuggire nello spazio.